# Rabocerus foveolatus
Rabocerus foveolatus is een keversoort uit de familie platsnuitkevers (Salpingidae). De wetenschappelijke naam van de soort werd in 1823 gepubliceerd door Sven Ingemar Ljungh.